# Переслідування на підставі гомосексуальності
Гей-побиття або переслідування на підставі гомосексуальності (з англ. gay bashing — побиття геїв) — це напад, жорстоке поводження чи посягання на особу, яку агресор сприймає як гея, лесбійку, бісексуала чи трансгендера. Напад може бути фізичним або словесним. Сюди також можуть входити зловживання, знущання чи напади на гетеросексуальну особу, яку зловмисник вважає ЛГБТ.
Побиття може бути конкретним насильницьким випадком, при цьому використовується дієслівна форма: to bash — бити (наприклад, «I was gay bashed» — Мене було побито). Фізичні побиття спричиняли екстремальне насильство та вбивства, такі як фатальне побиття Меттью Шепарда. Словесне переслідування може використовувати сексуальні наклепи, нецензурну лайку, залякування та погрози насильством.
Знущання над ЛГБТ-людьми передбачають навмисні дії щодо жертви, неодноразові негативні дії одного чи кількох людей проти іншої людини та дисбаланс фізичної чи психологічної сили. Подібні терміни, такі як гей-знущання, лесбійські знущання та квір-знущання, також можуть утворюватися як похідні від цього поняття.

## Контекст
Гомофобія та переслідування геїв є давніми та актуальними проблемами, і вони офіційно існують у всьому світі настільки ж довго, як і самі геї. Гомофобія в США була широко зафіксована в пресі наприкінці 1940-х — на початку 1950-х років, коли багато геїв були витіснені з уряду колегіями, створеними президентами Гаррі С. Труменом та Дуайтом Д. Ейзенхауером.

### Знущання над ЛГБТ-молоддю
Egale Canada провели опитування понад 3700 учнів середніх шкіл Канади в період з грудня 2007 року по червень 2009 року. Остаточний звіт опитування «Кожен клас у кожній школі» показав, що 70 % усіх учнів щодня чули «це так по-гейськи» в школі, а 48 % респондентів чули «педик» та «лезбуха» щодня. 58 % або близько 1400 з 2400 гетеросексуальних студентів виявили, що гомофобні коментарі їх засмучують.
Крім того, EGALE виявив, що студенти, на яких безпосередньо не впливає гомофобія, біфобія чи трансфобія, були менш обізнані про це. Цей висновок стосується досліджень, проведених у галузі розриву співпереживання соціального болю, який свідчить про те, що ті, хто безпосередньо не відчуває соціального болю, постійно недооцінюють його наслідків і, отже, можуть недостатньо реагувати на потреби того, хто відчуває соціальний біль.
EGALE, разом із попередніми дослідженнями, виявив, що вчителі та адміністрація школи можуть бути співучасниками знущань з ЛГБТ через їх мовчання та/або бездіяльність.
Графіті, знайдене на території школи та майна, та його «відносна сталість» є формами знущань над ЛГБТ.
Деякі дослідники пропонують включати молодь, яка ставить під сумнів свою сексуальність, у будь-яке дослідження з приводу зловживань ЛГБТ, оскільки вони можуть бути такими ж сприйнятливими до її наслідків.
Дослідження 78 хлопців віком від одинадцяти до чотирнадцяти років, проведене в дванадцяти школах Лондона між 1998 і 1999 рр. показало, що респонденти, які використовували слово «гей», щоб зневажливо позначити іншого хлопчика, призначали це слово як «просто жарт», «просто лайка», а не як твердження про сприйняту сексуальну орієнтацію. Американський соціолог Майкл Кіммель та американський психолог Грегорі Херек пишуть, що маскулінність — це відмова від жіночого роду, і що чоловіки підкріплюють почуття своєї маскулінності, зневажаючи жіноче і, зрештою, гомосексуала. Спираючись на поняття маскулінності, що визначає себе тим, чим вона не є, деякі дослідники припускають, що насправді відмова від жіночого роду може бути жорстокістю. Ці проблеми, що переплітаються, були розглянуті в 2007 році, коли американська соціологиня Сі Джей Паско описала те, що вона називає «педо-дискурсом» в американській середній школі, у своїй книзі «Чувак, ти фаг».
Молоді геї та лесбійки частіше повідомляють про знущання. В одному дослідженні хлопчики, з яких знущалися насмішками про те, що вони геї, зазнавали більших знущань та більших негативних наслідків у порівнянні з хлопчиками, які зазнавали знущань з інших категорій.

## Стрес, тривога та депресія у ЛГБТ-спільнотах
Молодь геїв та лесбійок може дорослішати перебуваючи у важких формах депресії та тривожності. Близько 70 % ЛГБТ-людей колись у своєму житті переживають серйозний депресивний розлад(СДР). Для ЛГБТ осіб СДР може бути спричинений будь-чим із наступного: самооцінка, тиск на відповідність, стрес меншин, камінгаут, відмова від сім'ї, виховання, формування стосунків та насилля. Самооцінка та тиск на відповідність можуть викликати тривогу у ЛГБТ-молоді. Коли їм говорять, як виглядати і кого любити, це позначається на їх самооцінці, як би вони недостатньо хороші, як вони є.
«Камінгаут» — це коли ЛГБТ-особа дає зрозуміти, що вона гей, лесбійка тощо. Камінгаут може бути дуже напруженим, і в цей час молодь потребує підтримки сім'ї. Але часто вони натомість відчувають неприйняття, почуваючись небажаними та нелюбимими. Це може ввести їх у спадну спіраль депресії. Виховання та формування стосунків дуже тісно пов'язані. Відсутність можливості зачати власну дитину вже може спричинити депресію, але позбавлення права усиновлювати викликало у ЛГБТ людей додатковий біль та стрес. Стрес меншин визначається як стрес, який переживають особи ЛГБТ через їхню сексуальну орієнтацію/гендерну ідентичність. Насильство може перевести когось у депресивний стан, незалежно від того, чи є це жорстоке поводження фізичним, психічним або словесним. Людину можна переслідувати до такої міри, що депресія стає занадто сильною, і вона вже не відчуває ніякого щастя. Всі ці фактори працюють разом, і роблять надзвичайно важким уникати СДР.

## Вплив знущань на ЛГБТ молодь
Знущання можуть змусити жертв почуватися хронічно сумно та небезпечно у світі. Залякування вплине на досвід учнів у школі. Деякі жертви можуть відчувати себе паралізованими та вийти із соціальної сфери. Інші жертви зловживань ЛГБТ можуть почати відчувати наслідки навченої безпорадності. ЛГБТ або студенти, які шукають себе, можуть спробувати походити на гетеросексуальних, щоб уникнути знущань над ЛГБТ. Пасинг ізолює студента від інших ЛГБТ, потенційних союзників та підтримки. Дорослі, які намагаються походити на гетеросексуальних, також можуть відчути емоційні та психологічні наслідки цього намагання приховати свою справжню особистість. ЛГБТ та допитуючі молоді люди, які зазнають знущань, мають більшу частоту зловживання наркотичними речовинами та ІПСШ та ВІЛ-інфекції, що може перейти до дорослого життя. Знущання над ЛГБТ також можуть розглядатися як прояв того, що американський академік Ілан Мейєр називає стресом для меншин, що може вплинути на сексуальні та етнорасові меншини, які намагаються існувати в складних умовах більш широкого суспільства.

## Освітні установки
Гомофобне та трансфобне насильство в освітніх установах можна класифікувати як явне та неявне. Явне гомофобне та трансфобне насильство складається з відвертих вчинків, які змушують суб'єктів почуватись незручно, ображено, принижено чи залякано. Навряд чи однолітки та освітній персонал втручаються, коли стають свідками цих інцидентів. Це сприяє нормалізації таких актів, які стають прийнятими або як звичайний дисциплінарний захід, або як засіб вирішення конфліктів серед студентів. Гомофобне та трансфобне насильство гостро замовчується через страх суб'єктів відплати, в поєднанні з неадекватними або відсутніми системами звітування, підтримки та компенсації. Відсутність ефективної політики, захисту чи засобів сприяє порочному колу, коли інциденти стають дедалі нормальнішими.
Неявне гомофобне та трансфобне насильство, яке іноді називають «символічним насильством» чи «інституційним» насильство складається із загальноприйнятих уявлень чи поглядів, які іноді здаються нешкідливими або природними для шкільної спільноти, але дозволяють або заохочують гомофобію та трансфобію, включаючи продовження шкідливих стереотипів. Політика та керівні принципи можуть підсилити або вбудувати ці уявлення, як в окремому закладі, так і в цілому освітньому секторі. Таким чином, вони можуть стати частиною повсякденної практики та правил, якими керується норма поведінки в школі. Приклади неявного гомофобного та трансфобного насильства:
- Ствердження, що деякі предмети більше підходять студентам на основі їх сексуальної орієнтації або гендерної ідентичності/вираження (наприклад, наука для гетеросексуальних студентів та драма для студентів-геїв).
- Припущення, що нормально для гетеросексуальних студентів мати більший рівень свободи волевиявлення чи впливу (наприклад, думки студентів ЛГБТІ, які трактуються як маргінальні та неважливі).
- Посилення стереотипів, пов'язаних із сексуальною орієнтацією чи гендерною ідентичністю/вираженням, у навчальних програмах або навчанні вчителів, наприклад, за допомогою образів та дискурсу (наприклад, що стосується гетеросексуальності як «норми»).
- Посилення стереотипів, пов'язаних із сексуальною орієнтацією чи гендерною ідентичністю/вираженням, в освітній політиці, правилах та регулюваннях (наприклад, навіть не визнаючи, що студенти ЛГБТІ є частиною шкільної спільноти, та не вказуючи їх у відповідних регулюваннях).[31]

## Статистика та приклади
Підлітки стикаються з переслідуваннями, погрозами та насильством. Дослідження 1998 року, проведене в США компанією Mental Health America, показало, що студенти чули анти-геївські наклепи, такі як «педик», в середньому близько 26 разів на день або раз на 14 хвилин.
Близько двох третей студентів-геїв та лесбійок у британських школах постраждали від гей-знущань у 2007 році, згідно з дослідженням, проведеним Шкільним навчальним підрозділом для ЛГБТ-активістської групи Стоунволл. Майже всі зазнали словесних нападів, 41 відсоток зазнав фізичних нападів, а 17 відсотків отримали погрози смертю. Це також показало, що понад 50 % вчителів не реагували на гомофобську мову, яку вони явно чули в класі, і лише 25 % шкіл сказали своїм учням, що гомофобські знущання були неправильними, показуючи «шокуючу картину масштабів гомофобської знущання, здійснені однокласниками та, що насторожує, шкільним персоналом», у подальших дослідженнях, проведених тією ж благодійною організацією у 2012 році, було зазначено, що 90 % вчителів не пройшли навчання з питань запобігання гомофобним знущанням.
Рівень самогубств є вищим серед ЛГБТ спільноти. Згідно з дослідженням Джей і Янга 1979 року, 40 відсотків геїв та 39 відсотків лесбійок у США намагалися скоїти або серйозно думали про самогубство. У тому ж дослідженні, проведеному Шкільним навчальним підрозділом для ЛГБ-активістської групи Стоунволл, онлайн-опитування повідомило, що 71 відсоток дівчат-учасниць, які визнали себе ЛГБТК, і 57 відсотків учасників-хлопчиків, які ідентифікували себе як ЛГБТК, серйозно думали про самогубство. У 1985 р. Ф. Періс підрахував, що самогубства серед геїв можуть складати до 30 відсотків усіх самогубств серед молоді в США. Це сприяє тому, що самогубство є третьою причиною смерті серед молоді у віці 10–24 років, повідомляє CDC. Американський фонд запобігання суїцидам виявив, що молоді геї, лесбійки та бісексуали намагаються покінчити життя самогубством у три-шість разів більше, ніж у гетеросексуальної молоді подібного віку.

## Підтримка
У Європі Stonewall UK та Мережа боротьби з залякуванням працюють у Великій Британії.
У Сполучених Штатах є примітний проект It Gets Better, для якого знаменитості та звичайні ЛГБТ-люди роблять відео на YouTube та діляться повідомленнями про надію для підлітків-геїв. Організація співпрацює із США, проектом Тревора та Мережею з питань геїв, лесбійок та гетеросексуальних людей. Коаліція «Безпечні школи» забезпечує ресурси для вчителів та студентів, де знущання є проблемою. Egale Canada працює з громадянами ЛГБТ Канади. У Бразилії гей-група з Баї (Grupo Gay da Bahia) надає підтримку. ЛГБТ-жителі Південної Африки можуть звернутися до Південноафриканської комісії з прав людини. 

## Подальше читання
- Мейер, Даг (2015). Насильство проти квір людей: раса, клас, стать та стійкість дискримінації проти ЛГБТ. Rutgers University Press.
- Duncan, Neil (2001). Sexual Bullying: Gender Conflict and Pupil Culture in Secondary Schools. UK: Routledge.
- Meyer, Elizabeth (2009). Gender, Bullying, and Harassment: Strategies to End Sexism and Homophobia in Schools. USA: Teacher’s College Press.
- Cyberbullying and the LGBT Community. USA: Human Rights Campaign.
- "You Have to Be Strong to Be Gay": Bullying and Educational Attainment in LGB New Zealanders. New Zealand: Journal of Gay and Lesbian Social Services. 2008.
- Traversing the Margins: Intersectionalities in the Bullying of Lesbian, Gay, Bisexual and Transgender Youth. New Zealand: Journal of Gay and Lesbian Social Services. 2008.
- Homophobic Bullying and Same-Sex Desire in Anglo-American Schools: An Historical Perspective. New Zealand: Journal of Gay and Lesbian Social Services. 2008.
- Boswell, John (1980). Christianity, Social Tolerance, and Homosexuality: Gay People in Western Europe from the Beginning of the Christian Era to the Fourteenth Century. ISBN 978-0-226-06711-7.Boswell, John (1980). Christianity, Social Tolerance, and Homosexuality: Gay People in Western Europe from the Beginning of the Christian Era to the Fourteenth Century. ISBN 978-0-226-06711-7. Boswell, John (1980). Christianity, Social Tolerance, and Homosexuality: Gay People in Western Europe from the Beginning of the Christian Era to the Fourteenth Century. ISBN 978-0-226-06711-7.
- Cuordileone, K. A. (2000). 'Politics in an Age of Anxiety': Cold War Political Culture and the Crisis in American Masculinity. Journal of American History. 87 (2): 515—45. doi:10.2307/2568762. JSTOR 2568762.
- D'Emilio, John (1989). The Homosexual Menace: The Politics of Sexuality in Cold War America. У Peiss, Kathy; Simmons, Christina (ред.). Passion and Power: Sexuality in History. Temple University Press. с. 226—40.
- Edsall, Nicholas C. (2003). Toward Stonewall: Homosexuality and Society in the Modern Western World. U. of Virginia Press. с. 384. ISBN 978-0-8139-2543-1.Edsall, Nicholas C. (2003). Toward Stonewall: Homosexuality and Society in the Modern Western World. U. of Virginia Press. с. 384. ISBN 978-0-8139-2543-1. Edsall, Nicholas C. (2003). Toward Stonewall: Homosexuality and Society in the Modern Western World. U. of Virginia Press. с. 384. ISBN 978-0-8139-2543-1.
- D'Emilio, John; Freedman, Estelle B. (1997). Intimate Matters: A History of Sexuality in America, Second Edition. ISBN 978-0-226-14264-7.D'Emilio, John; Freedman, Estelle B. (1997). Intimate Matters: A History of Sexuality in America, Second Edition. ISBN 978-0-226-14264-7. D'Emilio, John; Freedman, Estelle B. (1997). Intimate Matters: A History of Sexuality in America, Second Edition. ISBN 978-0-226-14264-7.
- Fone, Byrne (2001). Homophobia: A History. ISBN 978-0-312-42030-7.Fone, Byrne (2001). Homophobia: A History. ISBN 978-0-312-42030-7. Fone, Byrne (2001). Homophobia: A History. ISBN 978-0-312-42030-7.
- Hatheway, Jay (2003). The Gilded Age Construction of Modern American Homophobia. Palgrave Macmillan. ISBN 978-0-312-23492-8.Hatheway, Jay (2003). The Gilded Age Construction of Modern American Homophobia. Palgrave Macmillan. ISBN 978-0-312-23492-8. Hatheway, Jay (2003). The Gilded Age Construction of Modern American Homophobia. Palgrave Macmillan. ISBN 978-0-312-23492-8.
- Jenness, Valerie; Richman, Kimberly D. (2002). Anti-Gay and Lesbian Violence and Its Discontents. У Richardson, Diane; Seidman, Steven (ред.). Handbook of Lesbian and Gay Studies. с. 403+.
- Jenness, Valerie; Grattet, Ryken (2001). Making Hate a Crime: From Social Movement to Law Enforcement. ISBN 978-0-87154-409-4.Jenness, Valerie; Grattet, Ryken (2001). Making Hate a Crime: From Social Movement to Law Enforcement. ISBN 978-0-87154-409-4. Jenness, Valerie; Grattet, Ryken (2001). Making Hate a Crime: From Social Movement to Law Enforcement. ISBN 978-0-87154-409-4.
- Johnson, David K. (2004). The Lavender Scare: The Cold War Persecution of Gays and Lesbians in the Federal Government. University of Chicago Press. ISBN 978-0-226-40190-4.Johnson, David K. (2004). The Lavender Scare: The Cold War Persecution of Gays and Lesbians in the Federal Government. University of Chicago Press. ISBN 978-0-226-40190-4. Johnson, David K. (2004). The Lavender Scare: The Cold War Persecution of Gays and Lesbians in the Federal Government. University of Chicago Press. ISBN 978-0-226-40190-4.
- Kantor, Martin (1998). Homophobia: Description, Development, and Dynamics of Gay Bashing. ISBN 978-0-275-95530-4.Kantor, Martin (1998). Homophobia: Description, Development, and Dynamics of Gay Bashing. ISBN 978-0-275-95530-4. Kantor, Martin (1998). Homophobia: Description, Development, and Dynamics of Gay Bashing. ISBN 978-0-275-95530-4.
- Minton, Henry L. (2002). Departing from Deviance: A History of Homosexual Rights and Emancipatory Science in America. U. of Chicago Press. с. 344. ISBN 978-0-226-53044-4.Minton, Henry L. (2002). Departing from Deviance: A History of Homosexual Rights and Emancipatory Science in America. U. of Chicago Press. с. 344. ISBN 978-0-226-53044-4. Minton, Henry L. (2002). Departing from Deviance: A History of Homosexual Rights and Emancipatory Science in America. U. of Chicago Press. с. 344. ISBN 978-0-226-53044-4.
- Padva, Gilad (2007). Media and Popular Culture Representations of LGBT Bullying. Journal of Gay and Lesbian Social Services. 19 (3–4): 105—118. doi:10.1080/10538720802161615.
- Downs, Alan (2005). The Velvet Rage, Overcoming the Pain of Growing Up Gay in a Straight Man's World. Da Capo Press.
- Pascoe, CJ (2007). "Dude, You're a Fag", Masculinity and Sexuality in High School. University of California Press. ISBN 978-0520271487.Pascoe, CJ (2007). "Dude, You're a Fag", Masculinity and Sexuality in High School. University of California Press. ISBN 978-0520271487. Pascoe, CJ (2007). "Dude, You're a Fag", Masculinity and Sexuality in High School. University of California Press. ISBN 978-0520271487.
- Olweus, Dan (1993). Bullying at School, What We Know and What We Can Do. Blackwell. ISBN 978-0631192398.Olweus, Dan (1993). Bullying at School, What We Know and What We Can Do. Blackwell. ISBN 978-0631192398. Olweus, Dan (1993). Bullying at School, What We Know and What We Can Do. Blackwell. ISBN 978-0631192398.